# 鹿のさご
鹿のさご（しかのさご）は、シカの胎児。「しかのはらご」、またたんに「さご」ともいう。

## 概略
3、4月のころ、シカのさごは、ネズミよりもおおきく成長し、その皮膚には鹿の子（かのこ。皮膚の斑点）があらわれようという時期である。
このころに採りだし、黒焼きなどにし、薬用とする。
殊に山民のなかでは女性の血の道の妙薬として珍重された。
取り出す時期は、親シカが脛巾をはくといい、蹄の先から毛が抜けかわり、膝におよぶ時期が薬用として最も効力がつよいという。